# بخش چیتراکوت
بخش چیتراکوت (به انگلیسی: Chitrakoot district) یک منطقهٔ مسکونی در هند است که در Chitrakoot division واقع شده‌است. بخش چیتراکوت ۳٬۴۱۵ کیلومتر مربع مساحت و ۹۹۱٬۷۳۰ نفر جمعیت دارد.